# Unionismus v Irsku

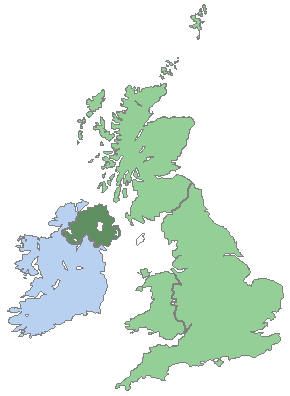
Unionisté dnes chtějí, aby Severní Irsko zůstalo součástí Spojeného království s Anglií, Skotskem a Walesem

Irský unionismus je ideologie, která podporuje podobu určitého pokračování politické unie mezi Irskem a Velkou Británií. Od rozdělení Irska se unionismus v Irsku zaměřuje zejména na udržení a zachování Severního Irska v rámci Spojeného království. V tomto kontextu nebo v kontextu událostí, které vedly k vytvoření Severního Irska, můžeme rozlišovat mezi ulsterským unionismem a unionismem jinde v Irsku.
Politický vztah mezi Anglií a Irskem se datuje od normanské invaze ve 12. století. Dohodou o unii v roce 1800 bylo vytvořeno Spojené království Velké Británie a Irska. V roce 1922 získalo 26 irských hrabství od Velké Británie samostatnost jako dominium Irský svobodný stát. V roce 1949 se tato dominia stala republikou a opustila Commonwealth. Zbývajících 6 hrabství představovalo území Severního Irska a zůstalo součástí toho, co se v roce 1927 přejmenovalo na Spojené království Velké Británie a Severního Irska. Dnes je aktivní unionismus ohromný problém Severního Irska, který se zabývá především vztahy mezi Severním Irskem a Velkou Británií.
Unionismus a jeho protikladná ideologie - irský nacionalismus jsou spojeny s etnickými a/nebo náboženskými komunitami. Nejvíce, ale ne všichni, unionistů jsou z protestantského prostředí. Nacionalisté jsou převážně z katolického prostředí. Ale toto je jen zobecnění, protože existují i protestantští nacionalisté i katoličtí unionisté, jakož i další přistěhovalci, kteří nejsou ani katolíci ani protestanti.